# ژان بیست‌ویکم

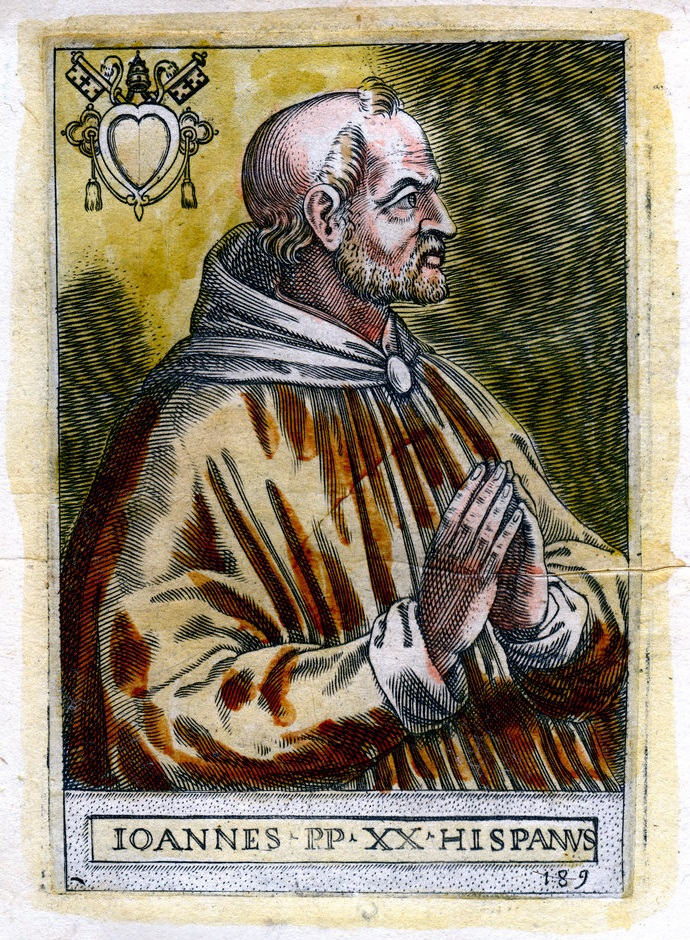
پاپ ژان بیست‌ویکم

پاپ ژان بیست‌ویکم (به انگلیسی: John XXI) یکی از پاپ‌های کلیسای کاتولیک رم بود که در لیسبون به دنیا آمد و از ۱۲۷۶ تا ۱۲۷۷ میلادی پاپ بود.